# Abioseh Nicol
Abioseh Nicol, född 14 september 1924 i Freetown, död 20 september 1994, var en sierraleonsk författare, diplomat och akademiker, utbildad läkare. Nicol var bland annat vice generalsekreterare i FN. Han gav ut lyrik och noveller, bland annat An African Treasury (1960) och The Truly Married Woman and Other Stories (1965), och böcker med samhällsanalys, bland annat biografin Africanus Horton and Black Nationalism (1969), Nigeria and the Future of Africa (1980) och Creative Women (1982).